# Orosh
Orosh – wieś położona w północnej części Albanii w gminie Qafë-Mali. Wieś znajduje się 90 kilometrów od stolicy państwa, Tirany.